# Damion Lee
Damion Lee (Baltimora, 21 ottobre 1992) è un cestista statunitense, di ruolo guardia e ala piccola, professionista nella NBA e nella NBA G League.

## Vita privata
È sposato con Sydel Curry, sorella di Steph e Seth, anch'essi cestisti.

## Statistiche
| † | Denota una stagione in cui ha vinto il titolo |

### NCAA
| Anno      | Squadra              | PG  | PT  | MP   | TC%  | 3P%  | TL%  | RP  | AP  | PRP | SP  | PP   |
| --------- | -------------------- | --- | --- | ---- | ---- | ---- | ---- | --- | --- | --- | --- | ---- |
| 2011-2012 | Drexel Dragons       | 36  | 34  | 28,9 | 45,4 | 37,5 | 77,3 | 4,4 | 1,7 | 0,8 | 0,3 | 12,0 |
| 2012-2013 | Drexel Dragons       | 27  | 24  | 33,0 | 42,5 | 36,0 | 82,9 | 5,1 | 1,8 | 0,8 | 0,1 | 17,1 |
| 2013-2014 | Drexel Dragons       | 5   | 5   | 26,8 | 37,0 | 27,3 | 86,4 | 4,2 | 2,2 | 0,6 | 0,2 | 13,0 |
| 2014-2015 | Drexel Dragons       | 27  | 27  | 38,1 | 43,8 | 38,5 | 88,7 | 6,1 | 2,3 | 1,5 | 0,3 | 21,4 |
| 2015-2016 | Louisville Cardinals | 30  | 30  | 33,5 | 42,8 | 34,1 | 84,3 | 3,9 | 2,0 | 1,5 | 0,0 | 15,9 |
| Carriera  | Carriera             | 125 | 120 | 32,8 | 43,3 | 36,2 | 84,3 | 4,8 | 2,0 | 1,1 | 0,2 | 16,1 |

#### Massimi in carriera
- Massimo di punti: 34 vs Old Dominion (28 febbraio 2013)[1]
- Massimo di rimbalzi: 13 vs North Carolina-Wilmington (31 gennaio 2015)
- Massimo di assist: 7 vs Winthrop (21 novembre 2011)
- Massimo di palle rubate: 5 (2 volte)
- Massimo di stoppate: 2 (4 volte)
- Massimo di minuti giocati: 49 vs Delaware (21 febbraio 2013)

### NBA

#### Regular Season
| Anno       | Squadra       | PG  | PT | MP   | TC%  | 3P%  | TL%  | RP  | AP  | PRP | SP  | PP   |
| ---------- | ------------- | --- | -- | ---- | ---- | ---- | ---- | --- | --- | --- | --- | ---- |
| 2017-2018  | Atlanta Hawks | 15  | 11 | 27,0 | 40,8 | 25,0 | 75,9 | 4,7 | 1,9 | 1,3 | 0,1 | 10,7 |
| 2018-2019  | G.S. Warriors | 32  | 0  | 11,7 | 44,1 | 39,7 | 86,4 | 2,0 | 0,4 | 0,4 | 0,0 | 4,9  |
| 2019-2020  | G.S. Warriors | 49  | 36 | 29,0 | 41,7 | 35,6 | 87,3 | 4,9 | 2,7 | 1,0 | 0,1 | 12,7 |
| 2020-2021  | G.S. Warriors | 57  | 1  | 18,9 | 46,7 | 39,7 | 90,9 | 3,2 | 1,3 | 0,7 | 0,1 | 6,5  |
| 2021-2022† | G.S. Warriors | 63  | 5  | 19,9 | 44,1 | 33,7 | 88,0 | 3,2 | 1,0 | 0,6 | 0,1 | 7,4  |
| 2022-2023  | Phoenix Suns  | 74  | 5  | 20,4 | 44,2 | 44,5 | 90,4 | 3,0 | 1,3 | 0,4 | 0,1 | 8,2  |
| 2024-2025  | Phoenix Suns  | 25  | 0  | 5,8  | 36,5 | 24,3 | 95,2 | 0,8 | 0,4 | 0,2 | 0,0 | 3,3  |
| Carriera   | Carriera      | 315 | 58 | 19,6 | 43,3 | 37,4 | 88,1 | 3,2 | 1,3 | 0,6 | 0,1 | 7,8  |

#### Play-off
| Anno     | Squadra       | PG | PT | MP   | TC%  | 3P%  | TL%  | RP  | AP  | PRP | SP  | PP  |
| -------- | ------------- | -- | -- | ---- | ---- | ---- | ---- | --- | --- | --- | --- | --- |
| 2022†    | G.S. Warriors | 16 | 0  | 7,8  | 38,2 | 25,0 | 66,7 | 1,6 | 0,4 | 0,1 | 0,0 | 2,0 |
| 2023     | Phoenix Suns  | 8  | 0  | 11,1 | 30,0 | 20,0 | 100  | 1,4 | 0,6 | 0,3 | 0,0 | 2,1 |
| Carriera | Carriera      | 24 | 0  | 8,9  | 35,2 | 22,6 | 80,0 | 1,5 | 0,5 | 0,1 | 0,0 | 2,0 |

#### Massimi in carriera
- Massimo di punti: 31 vs Minnesota Timberwolves (13 gennaio 2023)[2]
- Massimo di rimbalzi: 15 vs Houston Rockets (25 dicembre 2019)
- Massimo di assist: 9 vs Memphis Grizzlies (16 gennaio 2023)
- Massimo di palle rubate: 4 (2 volte)
- Massimo di stoppate: 1 (28 volte)
- Massimo di minuti giocati: 40 vs San Antonio Spurs (31 dicembre 2019)

### G League
| Anno      | Squadra         | PG | PT | MP   | TC%  | 3P%  | TL%  | RP  | AP  | PRP | SP  | PP   |
| --------- | --------------- | -- | -- | ---- | ---- | ---- | ---- | --- | --- | --- | --- | ---- |
| 2016-2017 | Maine Red Claws | 16 | 16 | 34,0 | 47,2 | 46,6 | 81,7 | 6,3 | 3,4 | 1,1 | 0,4 | 17,8 |
| 2017-2018 | S.C. Warriors   | 38 | 13 | 29,7 | 45,4 | 30,5 | 91,5 | 4,9 | 2,6 | 1,5 | 0,2 | 15,8 |
| 2018-2019 | S.C. Warriors   | 24 | 24 | 31,5 | 47,5 | 39,8 | 82,8 | 6,0 | 2,3 | 1,4 | 0,0 | 20,3 |
| Carriera  | Carriera        | 78 | 53 | 31,1 | 46,5 | 37,3 | 86,6 | 5,5 | 2,7 | 1,4 | 0,2 | 17,6 |

## Palmarès

### Squadra
- Campionato NBA: 1

Golden State Warriors: 2022